# Hemiasterella typus
Hemiasterella typus är en svampdjursart som beskrevs av Carter 1879. Hemiasterella typus ingår i släktet Hemiasterella och familjen Hemiasterellidae.
Artens utbredningsområde är havet kring Australien. Inga underarter finns listade i Catalogue of Life.